# Nemosenecio
Nemosenecio es un género de plantas herbáceas perteneciente a la familia de las asteráceas. Comprende seis especies descritas y de estas, solo cinco aceptadas.

## Taxonomía
El género fue descrito por (Kitam.) B.Nord. y publicado en Opera Botanica 44: 45. 1978.

## Especies aceptadas
A continuación se brinda un listado de las especies del género Nemosenecio aceptadas hasta agosto de 2012, ordenadas alfabéticamente. Para cada una se indica el nombre binomial seguido del autor, abreviado según las convenciones y usos.
- Nemosenecio concinnus (Franch.) C.Jeffrey & Y.L.Chen
- Nemosenecio formosanus (Kitam.) B.Nord.
- Nemosenecio incisifolius (Jeffrey) B.Nord.
- Nemosenecio solenoides (Dunn) B.Nord.
- Nemosenecio yunnanensis B.Nord.